# Amerikansk knopgås
Amerikansk knopgås (latin: Sarkidiornis sylvicola) er en andefugl, der lever i Sydamerika. Den er blevet og bliver stadig undertiden betragtet som en underart af knopgåsen (S. melanotos), der ellers kaldes afrikansk knopgås.